# ابن فقیه همدانی
ابوبکر (یا ابوعبدالله) شهاب‌الدین احمد بن محمد بن اسحاق بن ابراهیم اخباری همدانی معروف به ابن فقیه همدانی (ح ۲۵۵ ه.ق – ح ۳۳۰ یا ۳۴۰ه.ق) مورخ و جغرافیدان ایرانی است.

## آثار ابن فقیه
- اخبار البلدان در مورد جغرافیاست. در سال ۲۹۰ هجری قمری نوشته شده و نزدیک هزار ورقه است و آن را از کتب دیگران مخصوصاً جیهانی گرفته است و مورد استفادهٔ جغرافیانویسان قرون بعد مانند یاقوت و مقدسی و دیگران واقع شده است.
- ذکر الشعراء المحدثین و البلغاء منهم و المفهمین در شرح احوال شعرای نامی عصر خود.